# Завод суперфосфату в Мадриді
Завод суперфосфату в Мадриді — колишній виробничий майданчик у столиці Іспанії, що був у районі Серро-де-ла-Плата (Cerro de la Plata).
На початку 20 століття в Іспанії почався бум виробництва фосфорного добрива — суперфосфату, чому сприяла географічна близькість до фосфоритів Північної Африки (хоча могли імпортувати сировину й зі США) та великий ресурс піритів в іспанській провінції Уельва, що дозволяло продукувати сульфатну кислоту (саме впливом останньої на фосфорити і отримували суперфосфат). Одним з численних суперфосфатних заводів став мадридський майданчик компанії Unión Española de Explosivos (UEE), що вела походження від заснованого Альфредом Нобелем заводу вибухівки в Більбао.
Завод почав свою роботу не пізніше 1924-го і цього року випустив 2,9 тисячі тонн сульфатної кислоти та 6 тисяч тонн суперфосфату, а також 290 тонн сульфату міді (мідного купоросу). В 1927-му випробили 7,5 тисячі тонн суперфосфату.
Станом на середину 1950-х майданчик мав проєктну потужність на рівні 25 тисяч тонн суперфосфату на рік.